# 14976 Йозефчапек
14976 Йозефчапек (14976 Josefčapek) — астероїд головного поясу, відкритий 27 вересня 1997 року.
Тіссеранів параметр щодо Юпітера — 3,191.